# Sercan Yıldırım
Sercan Yıldırım (* 5. April 1990 in Bursa) ist ein türkischer Fußballspieler.

## Vereinskarriere
Yıldırım begann seine Karriere in der Saison 2005/06 für den türkischen Erstligisten Bursaspor. Sein erster Einsatz folgte in der Saison 2007/08. In seiner zweiten Saison absolvierte Sercan 30 Spiele und erzielte dabei elf Tore. In der Saison 2009/10 gewann er mit Bursaspor die türkische Meisterschaft.
Zur Saison 2011/12 wechselte Sercan Yıldırım zu Galatasaray Istanbul. In seiner ersten Saison mit Galatasaray gewann er die Meisterschaft. Er selbst kam auf 19 Spiele in der Liga und erzielte dabei ein Tor. Während der Hinrunde der Saison 2012/13 änderte sich seine Situation in der Mannschaft nicht. Hinter Umut Bulut, Johan Elmander und Burak Yılmaz spielte Yıldırım lediglich im türkischen Pokal von Anfang an und absolvierte in der Süper Lig drei Spiele. Für die Rückrunde dieser Saison wurde er an Sivasspor verliehen.
Die Hinrunde der Saison 2013/14 spielte Yıldırım auf Leihbasis bei Şanlıurfaspor in der 2. Liga.
Am 21. Januar 2014 kehrte Yıldırım, auf Leihbasis, zurück zu Bursaspor. Bursaspor besaß bis zum Ende der Spielzeit eine Kaufoption für ihn, welche jedoch nicht benutzt wurde. Yıldırım wurde für die Spielzeit 2014/15 an den Süper-Lig-Aufsteiger Balıkesirspor verliehen. Der Verein hat bis zum 31. Mai 2015 eine Kaufoption von 1,3 Millionen Euro für den Stürmer.
Für die Saison 2015/2016 wurde Sercan erneut an Bursaspor geliehen, mit Kaufoption von 750.000 €. Im Sommer 2016 kehrte er schließlich samt Ablöse zu Bursaspor zurück. Am 28. Juli 2018 wurde sein Vertrag mit Bursaspor aufgelöst.
Nachdem er die Hinrunde der Saison 2017/18 ohne Verein geblieben war, wurde er im Januar 2019 vom Zweitligisten Giresunspor verpflichtet. Zur neuen Saison zog er zum Istanbuler Zweitligisten Fatih Karagümrük SK weiter.

## Nationalmannschaft
Sercan Yıldırım ist Nationalspieler der türkischen U21. Sein Debüt in der A-Mannschaft machte er am 21. Juni 2009 gegen Aserbaidschan. Seinen ersten Treffer für die türkische Nationalmannschaft erzielte er gegen Estland.

## Erfolge
Mit Bursaspor
- Türkischer Meister: 2009/10
- Tabellendritter der Süper Lig: 2010/11

Mit Galatasaray Istanbul
- Türkischer Meister: 2011/12
- Türkischer Supercupsieger: 2012, 2015